# Зоопарк Чанша
Зоопарк Чанг-ша (长沙 动物园 Cháng-shā dòng-wù-yuán) — зоопарк в місті Чанша, адміністративному центрі провінції Хунань. Користуючись популярністю серед місцевого населення, заклад перетворився на серйозний науково-дослідницький центр, у зв'язку з чим було запропоновано його розширення, оновлення та перетворення на статус Екологічного.

## Події
- На початку 2003 року тут народилося дитинча сибірського тигра і африканської левиці. Малюка-самця вигодовували у провінційній дитячій лікарні козячим молоком через відсутність молока у матері. Ім'я немовляті вибирали всім Китаєм, оголосивши конкурс на китайському телебаченню і словосполучення «Цзайцзай» (Малятко) набрало близько 10 тис. голосів з майже 24 тис. На жаль в кінці жовтня того ж року тварина померла в результаті зупинки дихання, проживши усього 206 днів. Незважаючи на невдачу, китайські зоологи не втрачають надії вивести нову породу «тиглевів» — в зоопарку міста Чанша протягом останніх трьох років разом мешкають п'ять сибірських тигрів і три африканські левиці, а експерименти зі спарювання левів і тигрів проводяться в Китаї з 2001 р. Щоправда, шанс появи потомства у таких пар приблизно один з тисячі. Для майбутньої породи тварин вже визначені окремі назви: «лігр» (狮虎 — шиху — liger) у разі, якщо батько — лев, і «тиглев» (虎狮 — хуши — tiglon), якщо його батько — тигр.
- 11 грудня 2008 з цього зоопарку до Сучжоу була відправлена 80-річна м'якопанцирна черепаха. Там її очікував 120-річний «наречений». Ці дві особини є єдиними відомими представниками гігантських черепах у Китаї.
- 29 квітня 2008 шість антарктичних пінгвінів було надіслано у цей зоопарк із зоопарку Даляня.
- 20 червня 2008 у зоопарку з'явилася молода самиця південно-китайського тигра. Очікується, що партнера для неї незабаром надасть Зоопарк Фучжоу.
- 12 квітня 2009 у зоопарку відсвяткували 18-ліття слона Памаї. Йому подарували 100 кілограмовий торт та 30 кілограмів фруктів. Перед тим як потрапити до зоопарку Памаї був диким слоном у провінції Юньнань. Висота слона близько 3,2 метри. Теперь працівники зоопарку шукатимуть йому самицю.
- 20 травня 2009 прийнято рішення про оновлення зоопарку та перетворення його на Екологічній Зоопарк Чанша. Передбачається, що для учнів середніх шкіл вхід буде безкоштовний.

### сайти китайською мовою
- http://baike.baidu.com/view/479312.htm#sub479312
- http://baike.baidu.com/view/3449151.htm#sub3449151
- http://zhidao.baidu.com/question/187885374.html
- http://www.chinadaily.com.cn/dfpd/hunan/2011-01-31/content_1696146.html%5Bнедоступне+посилання+з+липня+2019%5D
- http://map.baidu.com/?newmap=1&s=con%26wd%3D%E9%95%BF%E6%B2%99%20%E5%8A%A8%E7%89%A9%E5%9B%AD%26c%3D158&fr=alam0&ext=1
- http://news.ifeng.com/gundong/detail_2011_02/11/4619458_0.shtml
- http://www.xinhuanet.com/chinanews/2007-12/26/content_12050581.htm
- http://news.sina.com.cn/o/2010-08-31/084918044841s.shtml [Архівовано 4 березня 2016 у Wayback Machine.]
- http://news.163.com/09/0731/17/5FILFDSV000120GR.html%5Bнедоступне+посилання+з+жовтня+2019%5D